# Shin Sung-rok
Shin Sung-rok (hangul: 신성록, hanja: 申成祿, RR: Sin Seong-rok) es un actor de televisión, películas y teatro musical surcoreano.

## Biografía
En 2011 comenzó a salir con la bailarina Kim Joo-won, sin embargo después de cuatro años la pareja terminó en agosto de 2015.
En junio de 2016 se casó con una empleada de oficina (quien no pertenece al ámbito artístico) y en noviembre del 2016 le dieron la bienvenida a su primera hija.
El 23 de abril de 2021 se anunció que como medida de precaución contra el COVID-19 se había realizado una prueba, después de entrar en contacto con el actor musical Son Jun-ho (quien había dado positivo) durante los ensayos del musical "Dracula". Aunque inicialmente el 24 de abril se había anunciado que sus resultados habían dado negativo y como medida de prevención y siguiendo las indicaciones del gobierno se mantendría en cuarentena, durante este tiempo luego de comenzar a sentir cambios en su condición de salud, solicitó que se le volviera a practicar una prueba y el 28 de abril se reveló que sus resultados habían dado positivo y que ya se encontraba siendo tratado en un centro especializado. El 11 de mayo del mismo año, se confirmó que todos los actores que habían dado positivo ya se habían recuperado completamente.

## Carrera
Es miembro de la agencia HB Entertainment.
El 3 de junio de 2019, se unió al elenco principal de la serie de fantasía y comedia Perfume, donde dio vida al diseñador de moda Seo Yi-do, hasta el final de la serie, el 23 de julio del mismo año.
El 20 de septiembre del mismo año, se unió al elenco principal de la serie Vagabond, donde dio vida a Gi Tae-woong, el líder del Servicio Nacional de Inteligencia (NIS).
En diciembre de 2019, anunció que se unirá al elenco principal del programa All The Butlers (también conocida como Master in the House) en 2020.
Aunque en febrero de 2020, se había anunciado que se había unido al elenco principal de la serie Penthouse: War In Life, donde daría vida a Joo Dan-tae, el jefe de una empresa de inversión y genio en la industria de bienes raíces. Sin embargo, en marzo del mismo año, se anunció que había decidido no participar en la producción debido a conflictos con la programación de otros trabajos.
El 26 de octubre del mismo año, se unió al elenco principal de la serie Kairos donde dio vida a Kim Seo-jin, el director más joven de una empresa de construcción que logra el éxito después de trabajar incansablemente, que pierde todo debido a un desafortunado incidente y para revertir su desgracia, comienza a comunicarse con Han Ye-ri (Lee Se-young), quien vive en el pasado para poder cambiar lo sucedido, hasta el final de la serie, el 22 de diciembre del mismo año.
A finales de octubre de 2021 se confirmó que se había unido al elenco principal de la serie Doctor Lawyer, donde interpretará a Jayden Lee, el director de la rama asiática de Honors Hand, una empresa especializada en lobby e inversiones, quien tiene el poder de controlar todo con sus palabras y acciones, y hace todo lo posible para lograr el éxito. La serie se espera sea estrenada en 2022.

## Filmografía

### Series de televisión
| Año         | Título                                  | Papel                           | Red  | Ref.         |
| ----------- | --------------------------------------- | ------------------------------- | ---- | ------------ |
| 2002        | Shoot for the Stars                     | SBS                             |      |              |
| 2003        | A Problem at My Younger Brother's House | SBS                             |      |              |
| 2006        | Hyena                                   | Lee Seok-jin                    | tvN  |              |
| 2007        | Thank You                               | Choi Seok-hyun                  | MBC  |              |
| 2007        | Drama City "I'm a Very Special Lover"   | Lee Jin-ho                      | KBS2 |              |
| 2008        | The Art of Seduction                    | Hyun-soo                        | OCN  |              |
| 2008        | One Mom and Three Dads                  | Na Hwang Kyung-tae              | KBS2 | [ 23 ]       |
| 2008        | My Life's Golden Age                    | Go Kyung-woo                    | MBC  |              |
| 2009        | We Got Married Season 1                 | él mismo junto a Kim Shin-young | MBC  |              |
| 2010        | Definitely Neighbors                    | Jang Gun-hee                    | SBS  |              |
| 2013        | My Love from the Star                   | Lee Jae-kyung                   | SBS  | [ 24 ]       |
| 2014        | Trot Lovers                             | Jo Geun-woo                     | KBS2 |              |
| 2014        | Liar Game                               | Kang Do-young                   | tvN  |              |
| 2014        | The King's Face                         | Kim Do-chi                      | KBS2 |              |
| 2016        | On the Way to the Airport               | Park Jin-suk                    | KBS2 | [ 25 ]       |
| 2017        | Man Who Dies to Live                    | Kang Ho-rim                     | MBC  | [ 26 ]       |
| 2018        | Return                                  | Oh Tae-seok                     | SBS  | [ 27 ]       |
| 2018 - 2019 | The Last Empress                        | Lee Hyuk                        | SBS  | [ 28 ]       |
| 2019        | Perfume                                 | Seo Yi-do                       | KBS  |              |
| 2019        | Vagabond                                | Ki Tae-woong                    | SBS  | [ 29 ]       |
| 2020        | Kairos                                  | Kim Seo-jin                     | MBC  | 16 episodios |
| 2022        | Doctor Lawyer                           | Jayden Lee                      | MBC  | [ 32 ]       |

### Películas
| Año  | Título               | Papel                 | Ref.    |
| ---- | -------------------- | --------------------- | ------- |
| 2005 | All for Love         | jugador de basketball |         |
| 2007 | The Worst Guy Ever   | Kwon Jae-hoon         |         |
| 2008 | Lovers of Six Years  | Lee Jin-sung          |         |
| 2010 | Bloody Innocent      | Dong-shik             |         |
| 2010 | Finding Mr. Destiny  | Capitán Choi          | (cameo) |
| 2011 | The Story of My Life | Sung-rok              |         |
| 2011 | Pitch High           | Kang Dae-hyun         | (cameo) |
| 2016 | The Age of Shadows   | Jo Hwe-ryung          | [ 33 ]  |
| 2017 | The Prison           | Chang-gil             | [ 34 ]  |

### Programas de variedades
| Año              | Título          | Papel            | Ref.                        |
| ---------------- | --------------- | ---------------- | --------------------------- |
| 2020 - 2021 2019 | All The Butlers | miembro invitado | [ 35 ] [ 36 ] [ 37 ] [ 38 ] |

### Presentador
| Año  | Evento                  | Notas                    |
| ---- | ----------------------- | ------------------------ |
| 2020 | 34th Golden Disc Awards | presentador de categoría |

### Teatro
| Año       | Título                  | Papel                     | Notas/Ref.                      |
| --------- | ----------------------- | ------------------------- | ------------------------------- |
| 2004      | Moskito                 |                           | [ 40 ] [ 41 ]                   |
| 2004      | Singin' in the Rain     | Dong-hyun                 |                                 |
| 2006      | Dracula                 | Dracula                   |                                 |
| 2006      | Finding Kim Jong-wook   | Kim Jong-wook             | [ 42 ]                          |
| 2006      | Passion of the Rain     |                           |                                 |
| 2007      | Dancing Shadows         | Solomon                   |                                 |
| 2007      | Hamlet                  | Príncipe Hamlet           | [ 43 ]                          |
| 2007      | Separated Man and Woman | Kang Yeon-oh              |                                 |
| 2007      | Finding Kim Jong-wook   | Kim Jong-wook/primer amor |                                 |
| 2008      | Separated Man and Woman | Kang Yeon-oh              |                                 |
| 2008      | Fiddler on the Roof     | Perchik                   | [ 44 ] [ 45 ]                   |
| 2009      | My Scary Girl           | Hwang Dae-woo             |                                 |
| 2009      | Roméo et Juliette       | Romeo                     |                                 |
| 2009-2010 | Jack the Ripper         | Daniel                    |                                 |
| 2010      | Monte Cristo            | Edmond Dantès             | [ 46 ] [ 47 ]                   |
| 2010      | The Story of My Life    | Thomas Weaver             | [ 48 ] [ 49 ]                   |
| 2010      | Tick, Tick... Boom!     | Jon                       | [ 50 ]                          |
| 2010-2011 | Hero                    | An Jung-geun              | [ 51 ]                          |
| 2011      | Monte Cristo            | Edmond Dantès             | [ 52 ]                          |
| 2013      | Closer                  | Dan                       |                                 |
| 2013      | Carmen                  | Don José                  |                                 |
| 2014      | Le Roi Soleil           | Louis XIV                 | [ 53 ]                          |
| 2015      | Elisabeth               | Death                     |                                 |
| 2016      | Daddy Long Legs         | Jervis                    | [ 54 ]                          |
| 2021      | Dracula                 |                           | junto a Xiah Junsu y Son Jun-ho |

## Premios y nominaciones
| Año  | Premio                                                                     | Categoría                                              | Nominación                   | Resultado | Ref.          |
| ---- | -------------------------------------------------------------------------- | ------------------------------------------------------ | ---------------------------- | --------- | ------------- |
| 2007 | 13th Korea Musical Awards                                                  | mejor actor nuevo                                      | Dancing Shadows              | Nominado  |               |
| 2008 | MBC Drama Awards                                                           | mejor actor nuevo                                      | My Life's Golden Age         | Nominado  |               |
| 2010 | SBS Drama Awards                                                           | mejor actor de reparto (drama de fin de semana,diario) | Definitely Neighbors         | Ganador   |               |
| 2014 | 7th Korea Drama Awards                                                     | estrella más caliente                                  | My Love from the Star        | Ganador   | [ 55 ]        |
| 2014 | 3rd APAN Star Awards                                                       | mejor actor de reparto                                 | My Love from the Star        | Nominado  |               |
| 2014 | 22nd Korea Culture and Entertainment Awards                                | premio excelencia, actor de drama                      | My Love from the Star        | Ganador   |               |
| 2014 | SBS Drama Awards                                                           | premio excelencia, actor de drama especial             | My Love from the Star        | Ganador   | [ 56 ]        |
| 2014 | KBS Drama Awards                                                           | mejor actor de reparto                                 | Trot Lovers, The King's Face | Ganador   |               |
| 2017 | MBC Drama Awards                                                           | premio excelencia, actor de miniseries                 | Man Who Dies to Live         | Ganador   |               |
| 2018 | Top Excellence Award, Actor in a Wednesday-Thursday Drama                  | SBS Drama Award                                        | The Last Empress             | Ganador   | [ 57 ]        |
| 2018 | Male Top Excellence (Wed-Thurs drama)                                      | SBS Drama Award                                        | The Last Empress             | Ganador   |               |
| 2018 | Best Character                                                             | SBS Drama Award                                        | Return                       | Ganador   |               |
| 2019 | Male Excellence Award                                                      | Korea Drama Award                                      | Perfume                      | Nominado  | [ 58 ]        |
| 2020 | Best Entertainer (empate con Park Sun-young)                               | SBS Entertainment Award                                | Master in the House          | Ganador   | [ 59 ] [ 60 ] |
| 2020 | Top Excellence Award for an Actor in a Monday-Tuesday Drama Or Short Drama | 39th MBC Drama Award                                   | Kairos                       | Ganador   | [ 61 ]        |
| 2020 | Best Couple Award (junto a Lee Se-young)                                   | 39th MBC Drama Award                                   | Kairos                       | Nominado  |               |